# Nunc pro tunc
Nunc pro tunc (łac. tak jak obecnie do czasu) − zwrot łaciński używany w nomenklaturze prawnej i kościelnej.
Oznacza, iż dana sentencja ma zastosowanie, aż do momentu, gdy zostanie skorygowana. W języku prawno-kościelnym wyrażenie nunc pro tunc może też oznaczać do czasu znalezienia następcy. Przykładowo: papież Benedykt XVI poprosił abpa Henryka Muszyńskiego, gdy ten złożył rezygnację z pełnienia urzędu ordynariusza gnieźnieńskiego, do pozostania na stanowisku nunc pro tunc, do czasu nominacji następcy.